# Косецкий, Франц Ксаверий
Франц Ксаверий Косецкий (пол. Franciszek Ksawery Kossecki; 3 декабря 1778, Котюжины, Волынское воеводство, Речь Посполитая — 20 мая 1857, Варшава, Царство Польское, Российская империя) — польский, французский и русский военачальник, бригадный генерал армий Великого герцогства Варшавского (1812) и Царства Польского Российской империи.

## Биография
Родился в 1778 году в имении Котюжины на Волыни. Представитель польского шляхетского рода Косецких герба «Равич». Сын Станислава Косецкого (1739—1820), богатого помещика и чашника подольского, и его жены Юзефы, урождённой Вислоцкой.
После поражения восстания Костюшко, Косецкий уехал в Италию, где в 1797 году вступил в Польские легионы на службе у революционной Франции младшим офицером. С 1798 года — адъютант генерала Кароля Князевича. В том же году разработал «Катехизис для солдата» — доступное изложение идеологических установок Французской республики, понятное простому солдату. В 1799 году был ранен в бою.
С 4 марта 1800 года — капитан Дунайского легиона. Участник Рейнской кампании 1800—1801 годов, сражался при Гогенлиндене. После роспуска легионов в 1801 году вышел в отставку в чине капитана.
Вернулся на службу в 1807 году в качестве командира пехотного батальона в Северном легионе. Затем служил начальником штаба у генерала Юзефа Зайончека.
Участвовал в кампании 1807 года. 9 марта 1807 года был произведён в майоры 8-го пехотного полка. С 27 декабря того же года — полковник. 1 января 1808 года был награжден орденом Virtuti Militari. Участвовал в Польско-австрийской войне 1809 года и был ранен в Едлинском сражении. 14 июня 1809 года был награжден орденом Почётного легиона.
Участник Русской кампании 1812 года, в ходе которой 25 мая 1812 года был произведен в бригадные генералы. В октябре-ноябре был командиром отряда, непосредственно прикрывавшего район Минска во время отступления Наполеона из России. Косецкий, имея в Койданове 2500 солдат, в основном недавно набранных рекрутов, в течение 6 часов противостоял закаленной в боях русской армии с многочисленной кавалерией и артиллерией. 
Ввиду подавляющей численности русских войск, слабой подготовки и снаряжения собственных соединений Косецкого, его отряд был разбит 15 ноября 1812 года при отступлении из Койданова. Во время боя под Косецким была убита лошадь, которая придавила его своим телом. Увидев это, солдаты решили, что генерал убит, и побежали. В какой-то момент Косецкий остался один с горсткой верных солдат. В сложившихся обстоятельствах и сам Косецкий был вынужден бежать следом за своим войском.
Затем он сражался под Борисовом и при Березине. В 1813 году участвовал в обороне Модлинской крепости — сначала в качестве командующего обороной, а затем в качестве заместителя командующего, которым был назначен дивизионный генерал Герман Вильгельм Дандельс. В результате капитуляции Модлинской крепости Косецкий попал в русский плен. После освобождения и окончания Наполеоновских войн, был принят на русскую службу и стал командиром 2-й пехотной бригады в 1-й пехотной дивизии Царства Польского, однако вскоре перешёл на гражданскую службу.
Действительный член Королевского общества друзей науки в Варшаве в 1829 году.
Во время Польского восстания 1830 года сохранял верность России. Выехал во Вроцлав, откуда отправился в Санкт-Петербург, где был представлен царю Николаю I. После поражения восставших вернулся в Варшаву, где успешно продолжил службу.
Скончался в 1857 году в Варшаве и был похоронен там же, в церкви капуцинов.
Косецкий был членом масонской ложи «Казимира Великого». 
Награжден Орденом Святого Станислава I степени в 1818 году. В 1830 году был награждён Знаком отличия беспорочной службы (за 25 лет).

## Семья
Был женат на Софии Вислоцкой (ок. 1779 — 9 ноября 1835), дочери Яна Вислоцкого и Евы Семинской. У супругов было трое детей:
- Станислав Косецкий (ок. 1814—1873), русский чиновник.
- Сесилия Косецкая (1819—1869), жена Юзефа Любовицкого (1788—1871), президента Польского банка.
- Ксаверий Косецкий (оок. 1820—1880), подполковник русской армии и камергер русского двора.